# Carl Forssell (diseñador)
Carl Otto Forssell Méndez (Ciudad de México, 1983) es un diseñador gráfico, director creativo y empresario sueco-mexicano. Reconocido por la imagen gráfica de marcas como  Volaris, Correos de México, Moshi Moshi, y la identidad del propio Gobierno de México, sus obras han sido premiadas con diversos galardones del mundo del diseño.

## Biografía
Hijo de padre sueco y madre mexicana, pasó gran parte de su infancia en Estocolmo. Su familia en Suecia cuenta con diversas personas destacadas: su tío abuelo fue el escritor y académico Lars Forssell, su abuelo el arquitecto Otto Carl Abraham Forssell y su tío abuelo el esgrimista y medallista olímpico Carl Otto Forssell. Durante su adolescencia su familia se instaló en Cuernavaca, donde tiene su residencia y desarrollo profesional. Estudió diseño gráfico en la Universidad La Salle y combinó desde el primer semestre trabajo y estudio.

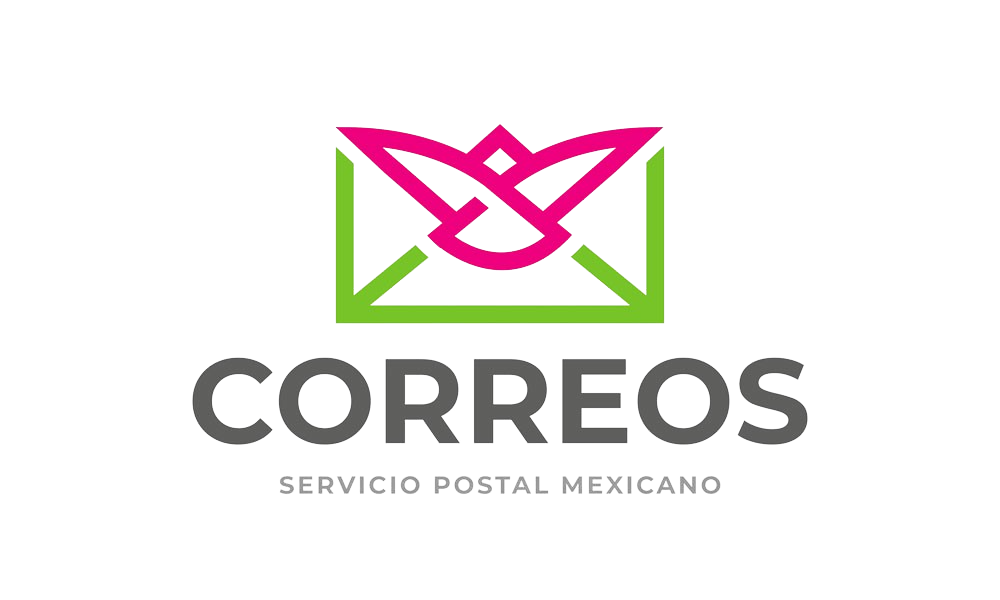
Logotipo de Correos de México

Siendo todavía estudiante fue parte del equipo creador del símbolo de la compañía aérea Volaris en la firma Ideograma Consultores, logo que se mantiene desde 2006 y que fue un avance premonitorio por su pixelado. Ha sido el diseñador gráfico y director creativo del desarrollo del proyecto de la identidad gráfica de Gobierno de México y su legado histórico. También el creador de la nueva imagen de Correos de México, que tras su modernización y autonomía en 1986, cuando se creó el Servicio Postal Mexicano, requería una nueva identidad gráfica pasando de ser una institución nacional a un servicio amigable y eficaz.

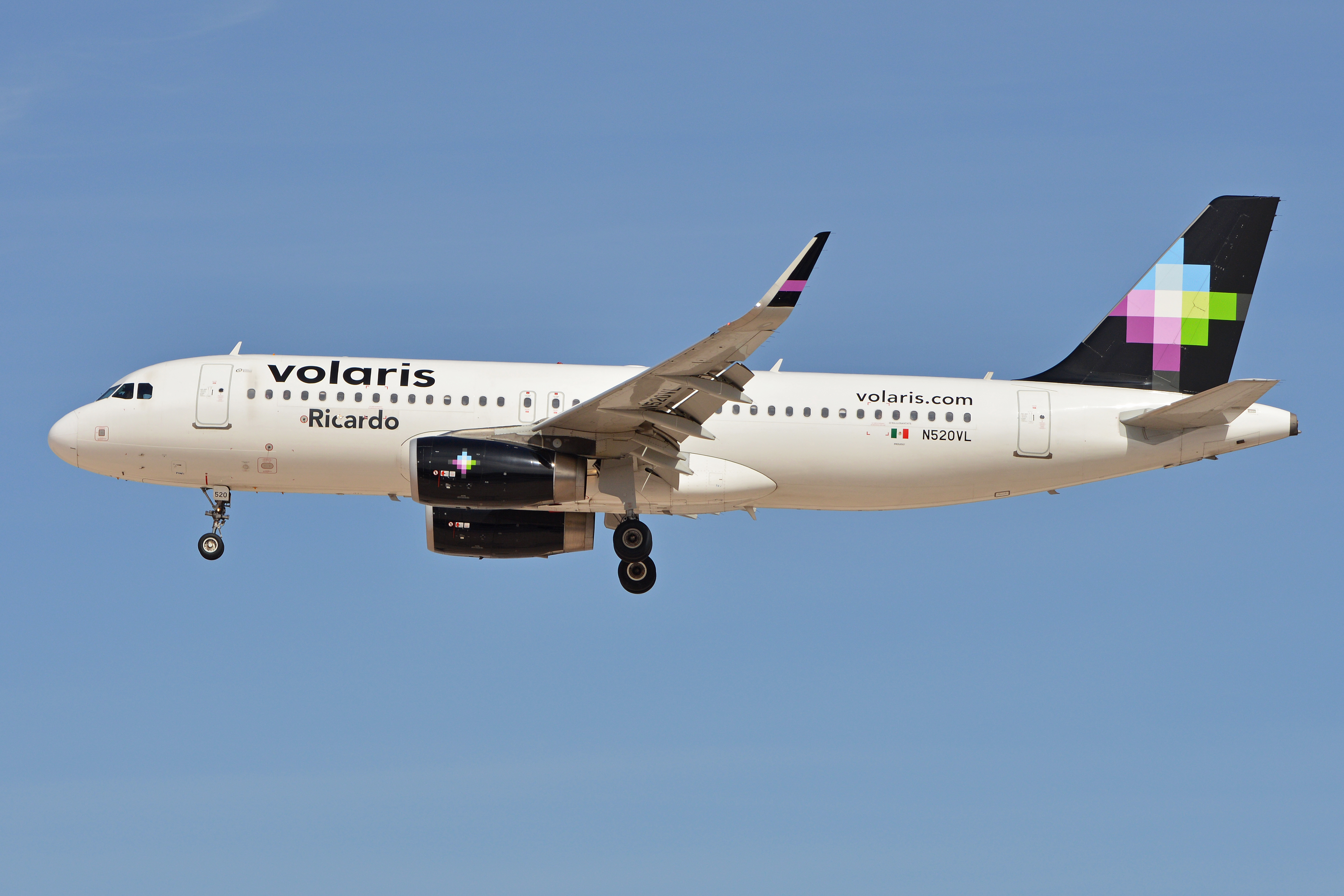
Aeronave de Volaris con los logotipos creados por Carl forssell

Fue parte de la campaña digital (“Abre más los ojos”)  liderando el equipo creativo de diseño gráfico que innovó el mensaje y creó una serie de contenidos sobre las distintas propuestas del programa electoral del presidente Andrés Manuel López Obrador.

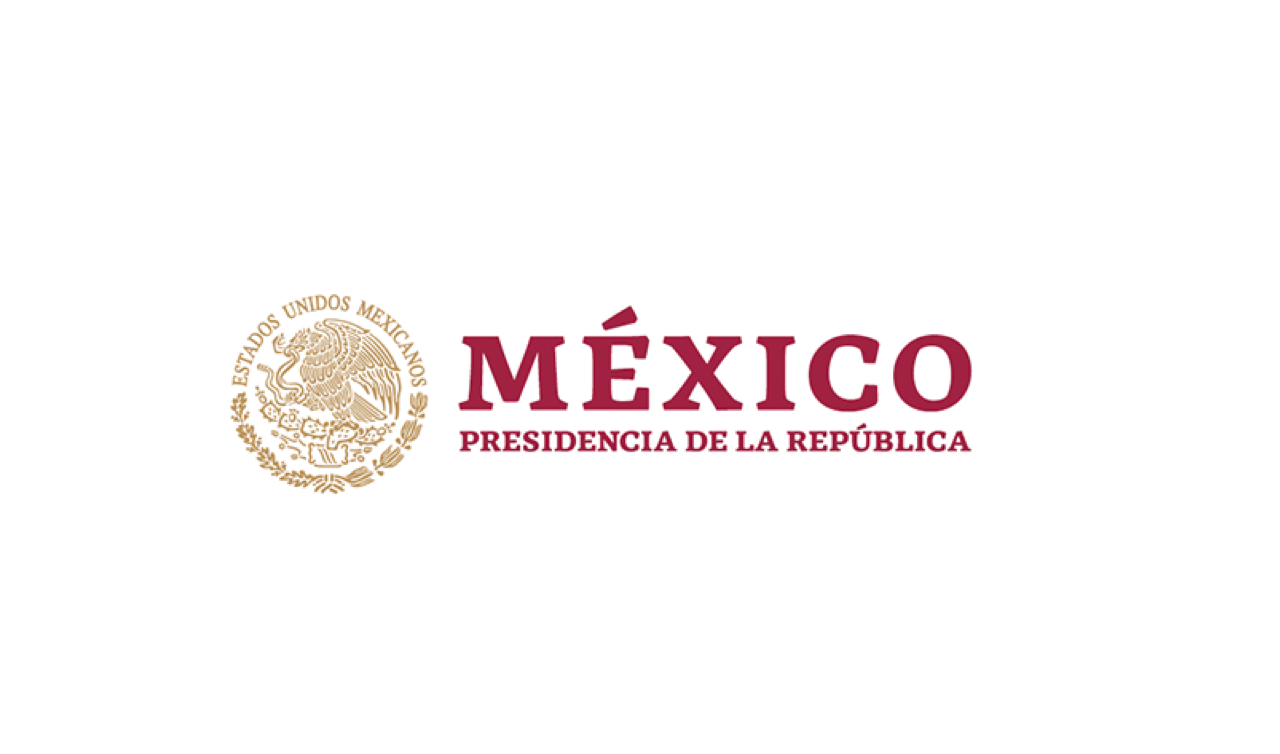
Logo Presidencia de la República del Gobierno de México

Ante los retos de la Covid-19 considera fundamental que las empresas aprovechen las herramientas y el entorno digital para reconectar con sus clientes. Según el diseñador, ha habido un cambio importante en la experiencia sensorial de la compra/venta debido a la pandemia, lo que afecta a todos los países del mundo. Anteriormente, en el contacto presencial, la experiencia era multisensorial, mientras que la digitalización se vuelca sobre todo en el aspecto visual. Forssell invita a un reposicionamiento del mundo empresarial para adaptar sus productos a este nuevo marco, inmerso en la cultura visual.
Ha participado como diseñador gráfico en la película “La última y nos vamos” de Eva López Sánchez. Es profesor de diseño gráfico en la Universidad La Salle Cuernavaca.

## Reconocimientos
Ha logrado diversos premios y reconocimientos por su trabajo destacando entre ellos: 
- Premio a! Diseño 2006 por el proyecto Power Live de Panasonic.
- Premio a! Diseño 2009 por el proyecto Bicentenario de México.
- Premio a! Diseño 2011 por el proyecto Moshi Moshi.
- Reconocimiento Internacional por el proyecto De Milagro Films por Logolounge en 2013
- Premio Quorum 2017 por el Proyecto Volaris.
- Premio Nacional México diseña 2019 por el proyecto Gobierno de México.[12]
- Premio a! Diseño 2019 por el proyecto Moshi Moshi.[13]
- Reconocimiento Internacional por el proyecto Melsúu por Logolounge en 2020[14]
- Premio CLAP internacional de branding 2020  por el proyecto de Melsúu[15]